# Sparbu
Sparbu este o localitate din comuna Steinkjer, provincia Nord-Trøndelag, Norvegia, cu o suprafață de 0,39 km² și o populație de 592 locuitori (2013).